# بریجتاون، استرالیای غربی
بریجتاون (به انگلیسی: Bridgetown) یک شهرک در استرالیا است که در استرالیای غربی واقع شده‌است.